# Dorifor
Dorifor (grčki: Doriforos) ili Kopljonoša je prije svega motiv iz starogrčkog kiparstva koji prikazuje mladića s kopljem.
- 2. U grčkoj drami Dorifor je naziv za statistu, osobu u pratnji kraljeva i drugih dostojanstvenika na sceni.

- 3. Kod Grka i Rimljana naziv za planete Merkur i Venera.

## Polikletov Dorifor
Najpoznatiji je svakako Polikletov kip kojim je umjetnik postavio kanon muške ljepote u grčkom kiparstvu posebice zbog idealnih proporcija tijela – tzv. Grčki kanon.
Dorifor je najpoznatije Polikletovo djelo kojim je utjelovio svoju teorijsku knjigu o umjetnosti. Kopija iz Pompeja je najbolje sačuvana, nedostaje joj samo koplje u lijevoj ruci. Na njoj se javlja kontrast između napete lijeve ruke na koplju i opuštene desne koja slobodno visi – prvi put kod nekog kipa u povijesti! Lijeva noga je savijena u koljenu i položena na kuglu na tlu, nagovještavajući prethodni, ali i sljedeći pokret. Kip pokazuje onaj svojstveni motiv iskoraka kad težina tijela počiva na jednoj nozi, dok je druga rasterećena (kontrapost). Prebacivanje težine tijela na jednu nogu uvjetuje kosi položaj bokova, kojem opet odgovara linija spuštenih ramena. Taj pokret oživljava sve dijelove tijela.
Nakon prevladavanja arhajskog tipa kourosa i prelaznih oblika, ovaj Polikletov "izum" izaziva potpuno oslobađanje ljudskog lika. Za Polikleta, ali i ostale grčke kipare 5. st. pr. Kr., ljepota je bila sinonim za Dobro. Kipari su tražili matematičku definiciju ljepote koja se može primijeniti na ljudsku figuru, u nastojanju da stvore ljudsko savršenstvo (idealizam) u opipljivoj kiparskoj formi.

## Poveznice
- Kiparstvo stare Grčke
- Umjetnost stare Grčke
- Diskobol